# Tomas Lindberg
Tomas Lindberg (født 16. oktober 1972 i Göteborg, Sverige) er en svensk musiker og komponist der har været aktiv siden 1980'erne.

## Karriere
Tomas Lindberg begyndte som som vokalist i bandet Grotesque under navnet Goatspell. Da Grotesque gik i opløsning stiftede han det melodiske dødsmetal-band At the Gates. Det band brød op i 1995 efter at have udgivet fire albums hvor det mest kendte var Slaughter of the Soul (som siges også havde stor indflydelse på Göteborg stilen.)
Siden da har Lindberg været involveret i mange froskellige musikprojekter inden under metalscenen. Han har været forsanger for bandsene Hide, The Crown, Disfear, Skitsystem og grindcore bandet Lock Up, hvor han optrådte sammen med Napalm Death medlemmerne Shane Embury (bas) og Jesse Pintado (guitar) og den originale Dimmu Borgir trommeslager Nicholas Barker.

## Diskografi

### Grotesque
- Grotesque – In the Embrace of Evil (1989)

### At the Gates
- At the Gates – Gardens of Grief (1990)
- At the Gates – The Red in the Sky Is Ours (1991)
- At the Gates – With Fear I Kiss the Burning Darkness (1992)
- At the Gates – Terminal Spirit Disease (1994)
- At the Gates – Slaughter of the Soul (1995)
- At the Gates – At War With Reality (2014)

### Skitsystem
- Skitsystem – Profithysteri (1995)
- Skitsystem – Ondskans Ansikte (1996)
- Skitsystem/Wolfpack [Delt] – Levande Lik (1998)
- Skitsystem – Grå Värld/Svarta Tankar (1999)
- Skitsystem – Enkel Resa Till Rännstenen (2001)
- Skitsystem – Skitsystem/Nasum Split (2002)

### The Great Deceiver
- The Great Deceiver – Jet Black Art (2000)
- The Great Deceiver – A Venom Well Designed (2002)
- The Great Deceiver – Terra Incognito (2003)

### Lock Up
- Lock Up – Hate Breeds Suffering (2002)

### The Crown
- The Crown – Crowned in Terror (2002)

### Disfear
- Disfear –  Misanthropic Generation (2003)

### Nightrage
- Nightrage – Sweet Vengeance (2003)
- Nightrage – Descent into Chaos (2005)

### The Blood of Heroes
- The Waking Nightmare (2013)

### Science Slam Sonic Explorers
- Deep Time Predator (2015)